# Escut de Vinyols i els Arcs

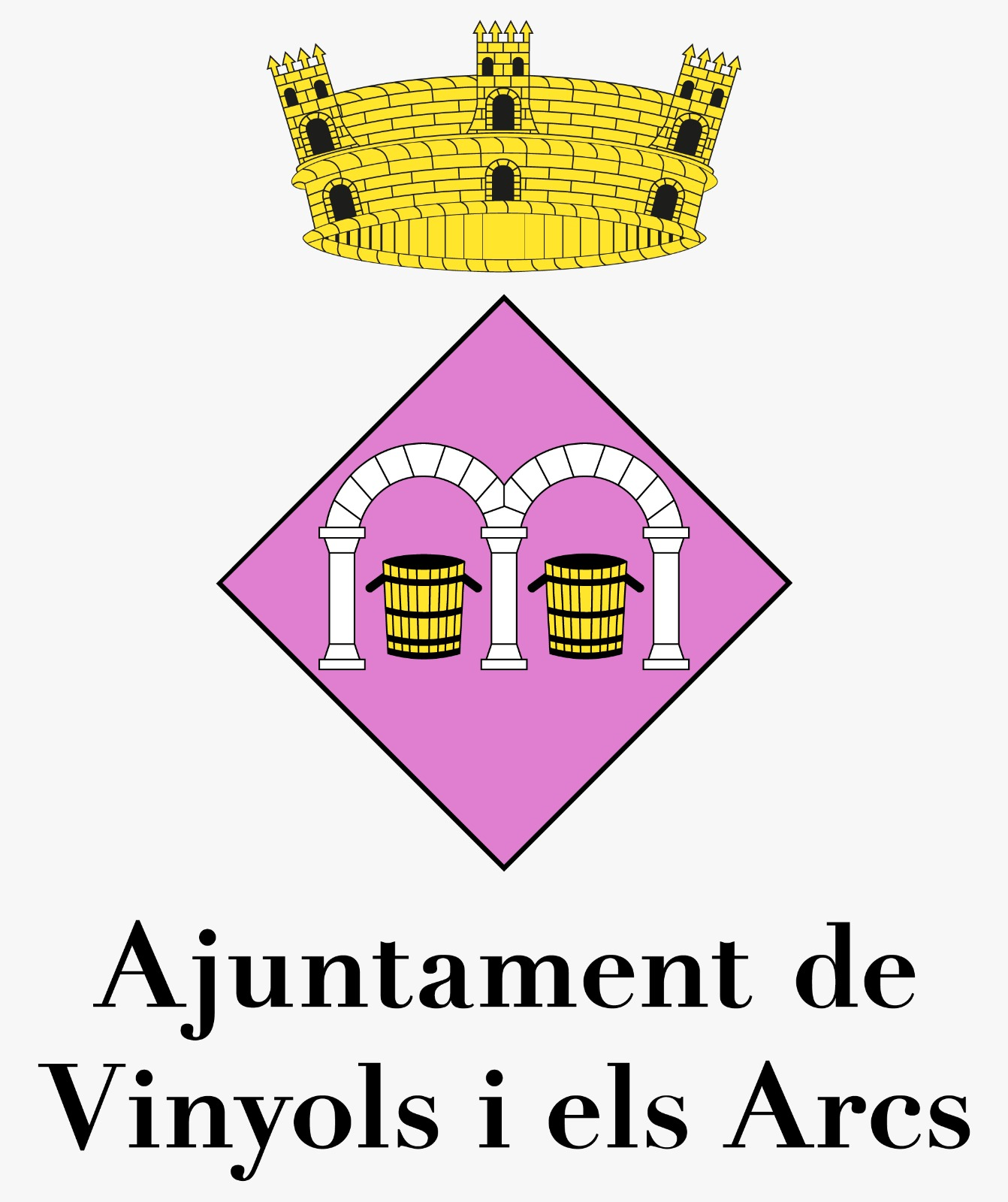
Escut de Vinyols i es Arcs

L'escut oficial de Vinyols i els Arcs té el següent blasonament:
Escut caironat: de porpra, 2 arcs sostinguts sobre 3 columnes d'argent amb una portadora d'or dins de cadascun dels dos arcs. Per timbre, una corona mural de poble.

## Història
Va ser aprovat el 23 de maig del 2001 i publicat al DOGC el 8 de juny del mateix any amb el número 3405.
Armes parlants referents al nom del poble: s'hi veuen dues portadores de raïm (al·lusió a les vinyes) i una arcada ("els arcs").